# Denny Morrison
Denny Morrison (Chetwynd, 8 de septiembre de 1985) es un deportista canadiense que compitió en patinaje de velocidad sobre hielo. 
Participó en cuatro Juegos Olímpicos de Invierno, entre los años 2006 y 2018, obteniendo en total cuatro medallas: plata en Turín 2006, en la prueba de persecución por equipos (junto con Arne Dankers, Steven Elm y Justin Warsylewicz), oro en Vancouver 2010, en persecución por equipos (con Mathieu Giroux y Lucas Makowsky), y plata y bronce en Sochi 2014, en 1000 m y 1500 m.
Ganó once medallas en el Campeonato Mundial de Patinaje de Velocidad sobre Hielo en Distancia Individual entre los años 2007 y 2015.

## Palmarés internacional
| Juegos Olímpicos                           | Juegos Olímpicos                | Juegos Olímpicos  | Juegos Olímpicos        |
| Año                                        | Lugar                           | Medalla           | Prueba                  |
| ------------------------------------------ | ------------------------------- | ----------------- | ----------------------- |
| 2006                                       | Turín (Italia)                  | Medalla de plata  | Persecución por equipos |
| 2010                                       | Vancouver (Canadá)              | Medalla de oro    | Persecución por equipos |
| 2014                                       | Sochi (Rusia)                   | Medalla de plata  | 1000 m                  |
| 2014                                       | Sochi (Rusia)                   | Medalla de bronce | 1500 m                  |
| Campeonato Mundial en Distancia Individual |                                 |                   |                         |
| Año                                        | Lugar                           | Medalla           | Prueba                  |
| 2007                                       | Salt Lake City (Estados Unidos) | Medalla de plata  | 1000 m                  |
| 2007                                       | Salt Lake City (Estados Unidos) | Medalla de plata  | Persecución por equipos |
| 2007                                       | Salt Lake City (Estados Unidos) | Medalla de bronce | 1500 m                  |
| 2008                                       | Nagano (Japón)                  | Medalla de oro    | 1500 m                  |
| 2008                                       | Nagano (Japón)                  | Medalla de bronce | 1000 m                  |
| 2009                                       | Richmond (Canadá)               | Medalla de plata  | 1000 m                  |
| 2009                                       | Richmond (Canadá)               | Medalla de bronce | 1500 m                  |
| 2011                                       | Inzell (Alemania)               | Medalla de plata  | Persecución por equipos |
| 2012                                       | Heerenveen (Países Bajos)       | Medalla de oro    | 1500 m                  |
| 2015                                       | Heerenveen (Países Bajos)       | Medalla de plata  | 1500 m                  |
| 2015                                       | Heerenveen (Países Bajos)       | Medalla de plata  | Persecución por equipos |